# Money Honey (brano musicale)
Money Honey è un brano musicale composto da Jesse Stone, pubblicato nel settembre 1953 dai Drifters nel loro singolo Money Honey/The Way I Feel. La canzone si rivelò un successo e rimase nella classifica rhythm and blues statunitense per 23 settimane, raggiungendo anche la prima posizione. Nel 2003 la rivista Rolling Stone classificò Money Honey alla posizione numero 252 della sua lista 500 Greatest Songs of All Time. Il singolo vendette oltre due milioni di copie.
Molto popolare è anche la versione incisa da Elvis Presley nel 1956, inclusa nel suo omonimo album di debutto.

## Versione di Elvis Presley
Nel 1956 Elvis Presley incise una versione di Money Honey per il suo LP di debutto, intitolato Elvis Presley.